# Overman Automobile Company

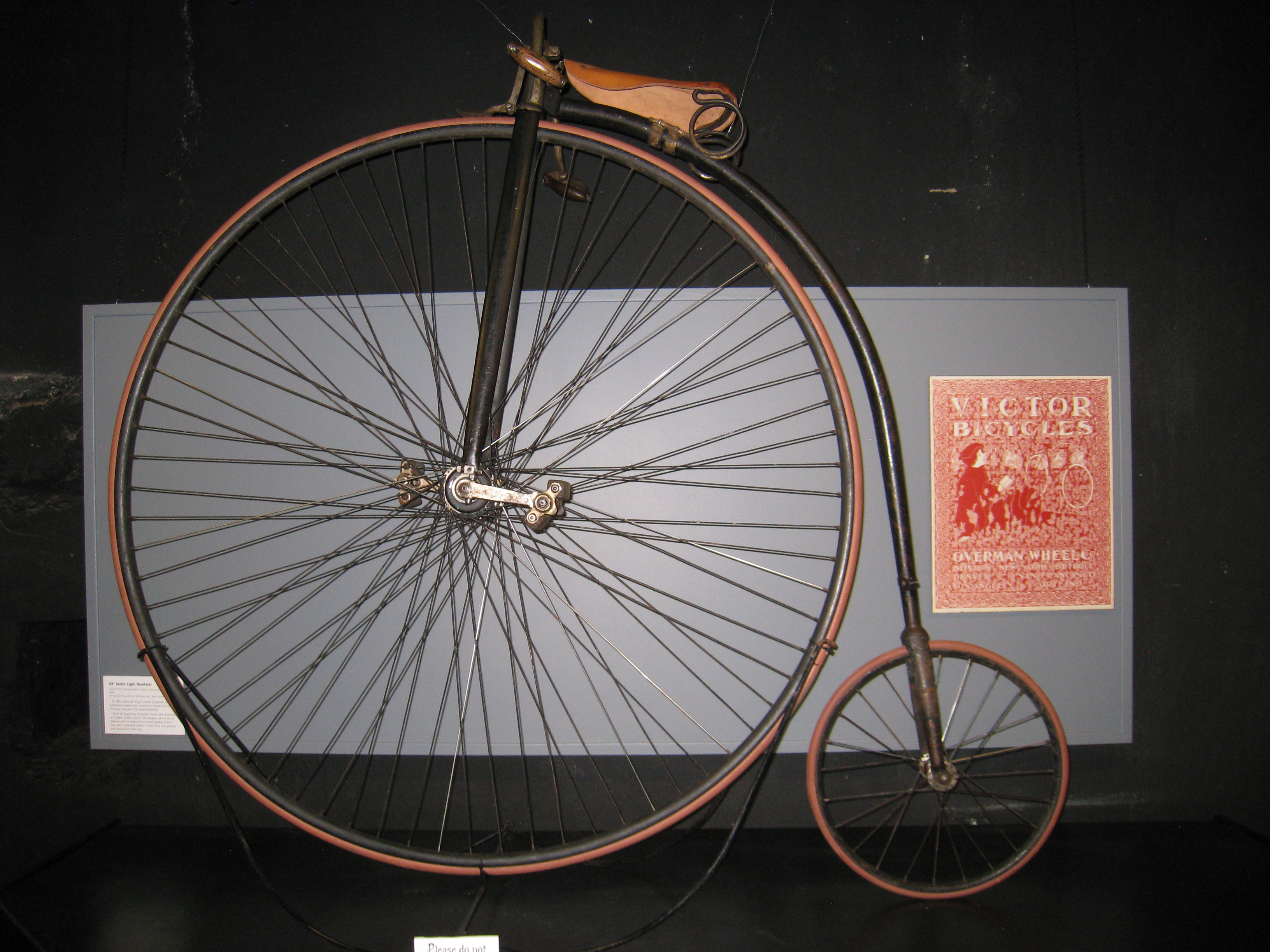
Hochrad von 1889

Overman Automobile Company, vorher Overman Wheel Company, war ein US-amerikanischer Hersteller von Fahrzeugen.

## Unternehmensgeschichte
Albert H. Overman gründete die Overman Wheel Company in Chicopee Falls in Massachusetts. Ab 1882 stellte er Fahrräder der Marke Victor her. Zwischen 1895 und 1898 entstanden drei Prototypen von Automobilen, die Overman genannt wurden. 1899 begann die Serienproduktion. Der Markenname lautete Victor.
1900 wurde die Fahrradabteilung an J. Stevens Arms & Tool Company verkauft. Overman montierte in einem gemieteten Teil des Werks weiter seine Kraftfahrzeuge. Im Sommer 1900 führte eine Reorganisation zur Overman Automobile Company. Bis November 1901 wurden etwa 50 Fahrzeuge verkauft. Im Januar 1902 kam die Produktion von Wasserpumpen für Locomobile dazu.
Im Oktober 1902 kam es zum Zusammenschluss mit Locomobile. Die Fabrikausstattung wurde nach Bridgeport in Connecticut verlagert. Anfang 1903 endete die Produktion des Victor.
Weitere US-amerikanische Hersteller von Personenkraftwagen dieser Marke waren Victor Motor Car Company, Victor Motor Company und Richmond Cyclecar Manufacturing Company.

## Kraftfahrzeuge
Die ersten drei Personenkraftwagen hatten Ottomotoren. An der Entwicklung war Harry A. Knox beteiligt, der später Knox Automobile leitete.
Die Serienfahrzeuge waren Dampfwagen, entworfen von James H. Bullard. Sie hatten einen Dampfmotor mit zwei Zylindern. Die Motorleistung von 4 PS wurde über eine Kette an die Hinterachse übertragen. Das Karosserieangebot umfasste Runabout für 1000 US-Dollar, Victoria für 1085 Dollar und Surrey für 1500 Dollar.